# Frank Andersson
Frank Öivind Stefan Andersson (9. května 1956 Trollhättan – 9. září 2018) byl švédský zápasník, který se vrcholově věnoval oběma stylům. V roce 1984 vybojoval na olympijských hrách v Los Angeles bronzovou medaili v zápase řecko-římském ve váhové kategorii do 90 kg. Je držitelem tří zlatých (1977, 1979, 1982) a jedné stříbrné (1981) medaile z mistrovství světa a čtyř zlatých a tří stříbrných z mistrovství Evropy, vše v zápase řeckořímském v kategorii do 90 kg. Později se stal profesionálním wrestlerem, používá nickname Frankie Boy.